# 沃倫 (紐約州)
沃倫（英語：Warren）是一個位於美國紐約州赫基默縣的鎮。

## 人口
根據2020年美國人口普查的數據，沃倫的面積為99.38平方千米，當中陸地面積為98.55平方千米，而水域面積為0.83平方千米。當地共有人口1029人，而人口密度為每平方千米10人。